# Pamphobeteus
Pamphobeteus là một chi nhện trong họ Theraphosidae.

## Các loài
Chi này gồm các loài:
- Pamphobeteus antinous Pocock, 1903
- Pamphobeteus augusti (Simon, 1889)
- Pamphobeteus crassifemur Bertani, Fukushima & Silva, 2008
- Pamphobeteus ferox (Ausserer, 1875)
- Pamphobeteus fortis (Ausserer, 1875)
- Pamphobeteus grandis Bertani, Fukushima & Silva, 2008
- Pamphobeteus insignis Pocock, 1903
- Pamphobeteus nigricolor (Ausserer, 1875)
- Pamphobeteus ornatus Pocock, 1903
- Pamphobeteus petersi Schmidt, 2002
- Pamphobeteus ultramarinus Schmidt, 1995
- Pamphobeteus vespertinus (Simon, 1889)